# Уоттс, Томас
Томас Хилл Уоттс (англ. Thomas Hill Watts; 3 января 1819, округ Батлер, Территория Алабама — 16 сентября 1892, Монтгомери, Алабама) — генеральный прокурор Конфедерации (1862—1863), губернатор Алабамы (1863—1865).

## Биография
Томас Хилл Уоттс родился 3 января 1819 года на территории Алабама, за несколько месяцев до получения ей статуса штата, недалеко от Баттсвилла (Buttsville), переименованного три года спустя в Гринвилл. Семья согласилась оплатить его образование в случае отказа от претензий на долю фамильной недвижимости, и Уоттс принял условие. В 1840 году он окончил Виргинский университет, где изучал право. В 1841 году был принят в коллегию адвокатов и основал практику в Гринвилле (округ Батлер, Алабама). В 1848 году Уоттс перенёс практику в Монтгомери и впоследствии стал успешным плантатором и владельцем 179 рабов. Занялся политикой в 1842 году, когда прошёл от партии вигов в Палату представителей Алабамы и занимал депутатское кресло до 1845 года. В 1848 году вошёл в коллегию выборщиков на президентских выборах, а с 1853 по 1856 год являлся членом Сената Алабамы. В 1855 году Уоттс предпринял неудачную попытку избрания в Палату представителей США. После избрания президентом США Авраама Линкольна Уоттс пересмотрел свои позиции противника сецессии и в том же 1861 году стал членом Алабамского сецессионистского конвента, а с началом Гражданской войны сформировал 17-й Алабамский полк.
В это же время Уоттс предпринял неудачную попытку избрания губернатором Алабамы. Его соперником был Джон Шортер, получивший поддержку прессы, симпатизирующей Демократической партии (на стороне Уоттса были газеты вигов и северных штатов). Выборы состоялись 10 августа 1861 года, Уоттс получил 27 121 голос против 37 894 у Шортера.
18 марта 1862 года стал генеральным прокурором Конфедерации. Ввиду отсутствия Верховного суда, Уоттс оказался высшей инстанцией, обладающей правом толкования Конституции. В основном ему пришлось иметь дело с исками против правительства, но также он добивался от президента Джефферсона Дэвиса ограничений на введение военного положения в тех или иных местностях, обусловливая его соблюдением правовых норм. Уоттс также признал законность Акта о призыве на военную службу (Conscription Act). Тем не менее, оставив должность 1 октября 1863 года и став губернатором Алабамы, стал говорить о нём как о нарушении прав штатов.
В августе 1863 года Уоттс был избран губернатором Алабамы, победив своего прежнего противника Джона Шортера с минимальным преимуществом (1 декабря вступил в должность). В этот период позднее присоединение к идеям сецессии помогло Уоттсу победить, поскольку лишения военного времени привели к значительному росту среди избирателей настроений в пользу скорейшего мира. Одной из наиболее тяжёлых проблем военного времени стал для губернатора Уоттса наплыв большого количества дезертиров, которые превратили некоторые округа в неуправляемые территории, лишённые эффективной власти. Будучи в должности генерального прокурора сторонником централизации власти Конфедерации, в должности губернатора он стал отстаивать права штатов, но, не имея возможности повлиять на улучшение ситуации в Алабаме, к концу 1864 года утратил поддержку избирателей и отказался от переизбрания.
1 мая 1865 года арестован в Юнион Спрингс (Алабама) властями США, но через несколько недель освобождён. Уоттс вернулся к адвокатской практике в Монтгомери, а также вновь занялся политикой, теперь в рядах Демократической партии. Являлся членом Палаты представителей Алабамы в 1880—1881 годах, а в 1889—1890 годах возглавлял Коллегию адвокатов Алабамы (Alabama Bar Association). Умер 16 сентября 1892 года, похоронен в Монтгомери.

## Личная жизнь
В 1842 году Томас Хилл Уоттс женился на Элизабет Браун Аллен (Elisabeth Brown Allen), впоследствии у них было десять детей. В 1873 году Элизабет умерла, в 1875 году Уоттс женился на Элен Нойес (Ellen Noyes).